# ジム・モス
ジム・モス（Jim Moss、本名不明、生年月日不明）は、1980年代初頭から2000年代に掛けてフィリピンで製作されたアクション映画に多数出演した脇役俳優である。
クレジット名義は複数あり、『ダーティ・プロフェッショナル』(1984年/未/ビデオ)、『ニンジャ刑事/ダブル・エッジ』(1985年/未/ビデオ)、『SFXリタリエーター』(1988年/未/ビデオ)ではジェームズ・モス(James Moss)、『地獄の戦士/ブラック・ファイアー』(1985年/未/ビデオ)ではジョン・モス(John Moss)、『コマンドー・インベイジョン』(1985年/未/ビデオ)ではジェリー・モス(Jerry Moss)とクレジットされた。上記の作品は変名使用者が多いシルヴァー・スター・フィルム社作品である。また、東映の『極東黒社会』(1993年)では片仮名でジム・モースとクレジットされている。

## 来歴

### 俳優としての特徴
フィリピンではシリオ・H・サンティアゴ監督の『ストライカー(最後のアマゾネス)』(1983年/未/ビデオ/テレビ放映)のエキストラに近い端役辺りから活動が確認される。戦争アクション物の兵士や傭兵、特殊部隊員役などの端役が多く、1985年には『ニンジャ刑事/ダブル・エッジ』ではロマーノ・クリストフ扮する主人公の同僚の刑事の大役に抜擢されたが、他の作品では端役に甘んじていた。
後退した額と蓄えた口髭の容貌から、やや年配者の役どころが目立ち、1980年代の末からは将校クラスの役も増えて来た。また、イタリアのクラウディオ・フラガッソ監督の『人喰地獄/ゾンビ復活』(1989年/未/ビデオ)ではホラー映画にも進出したが、共演したジム・ゲインズやニック・ニコルスン、ドン・ウィルスン（キック・ボクサーとは別人）もモス同様に従来の兵隊役の延長線上の役どころだった。尚、1988年には渡辺ケン監督のベトナム戦争物『地獄へのパスポート』(Vシネマ)では主役級の兵士役に起用された。
上記とは同時期にシルヴァー・スター・フィルム社から派生したシルヴァー・スクリーン・インターナショナルの戦争アクション『野獣軍団/ファントム・レイダース』（1988年/未/ビデオ）ではマイルズ・オキーフを中心とする4人の戦闘プロフェッショナルの戦いを描いたもので、モスはドン・ホルツやケネス・ピアーレスと共に演じたが、各々の個性と見せ場がイマイチだった。

### 戦争アクション映画が下火になった後
1990年代に入るとベトナム戦争物を中心とする戦争アクション映画の制作数が激減した。代わりに台頭したのがポスト黙示録物と呼ばれる核戦争後のアクション物やデール・アポロ・クックなどの格闘家が主演するマーシャル・アーツ物だった。当時は以前から活動するシリオ・H・サンティアゴ監督作品への出演も少なくなく、香港のアクション・スターだったフィリップ・コーが監督する作品にも数本出演し、東映Vエロチカと呼ばれるVシネマ『マニラエマニエル夫人/魔性の楽園』(1992年)にもワン・カット出演している。
この1990年代は時代のニーズの転換期で、モスは脇役ながらも地道に2000年代一桁の中頃まで出演を続けたが、1980年代のからモスと活動を共にした数多くのフィリピン・アクション・ギャングと呼ばれる欧米人俳優たちは消えて行った。当時細々ながらも活動していたのはマイク・モンティー、ジム・ゲインズ、デーヴィッド・ブラスらと数少なくなっており、モンティーや渡辺ケンの様に程なくして亡くなった者やロマーノ・クリストフの様に半引退した者、ロバート・マリウスの様に帰国した者も少なくない。

### フィリピン・ローカル映画にも出演
シリオ・H・サンティアゴ監督作品を中心とする疑似米国映画群に多数出演する傍ら、フィリピン・ローカル映画の作品にも進出し、貴重な欧米人脇役としても重宝された。ぺぺ・マルコス監督の『コントレラス・ギャング』(1991年/未ソフト化)、スペインからの独立を目指したフィリピンの志士であるマカリオ・サカイを題材にしたレイモンド・レッド監督の史劇『サカイ』(1993年)にも出演した。『サカイ』でのモスは米軍の将校役だった。他にもボン・ヴィヴァーやアーチー・アダモス等のシリオ・H・サンティアゴ監督作品にも出演した俳優が脇を固めている。

### フィルモグラフィ
1983年
・『ストライカー(最後のアマゾネス)』(未/ビデオ/テレビ放映)（キング・ビデオ/東北新社から発売済み）(クレジットなし)シリオ・H・サンティアゴ監督、スティーヴ・サンダー出演
1984年
・『明日なき最前線/スラッシュ』(未/ビデオ)（松竹から発売済み）(クレジットなし)ジョン・ゲール（ジュン・ガラルド）監督、ロン・クリストフ（ロマーノ・クリストフ）、マイケル・モンティ（マイク・モンティ）出演
・『ダーティ・プロフェッショナル』(未/ビデオ)（CIC/ビクターから発売済み）ジョン・ロイド（テディー・ページ）監督、ブルース・バロン、ロバート・メースン（ロバート・マリウス）出演
1985年
・『ニンジャ刑事/ダブル・エッジ』(未/ビデオ)（松竹から発売済み）ジョン・ロイド（テディー・ページ）監督、ロン・クリストフ（ロマーノ・クリストフ）、渡辺ケン出演
・『コマンドー・レオパルド(コマンドー軍団2)』(未/ビデオ/テレビ放映)（大映から発売済み）(クレジットなし)アンソニー・M・ドースン（アントニオ・マルゲリーティ）監督、リュウイス・コリンズ、クラウス・キンスキー出演
・『地獄の戦士/ブラック・ファイアー』(未/ビデオ)（松竹から発売済み）テディー・ページ監督、ロン・クリストフ（ロマーノ・クリストフ）、ジム・ゲインズ出演
・『コマンドー・インベイジョン』(未/ビデオ)（CIC/ビクターから発売済み）ジョン・ゲール（ジュン・ガラルド）監督、マイケル・ジェームズ、ゴードン・ミッチェル、渡辺ケン、テッチー・アグバヤーニ出演
・『コマンド・ファイター』(未/ビデオ)（RCA/コロンビアから発売済み）シリオ・H・サンティアゴ監督、リチャード・ヒル、ブレンダ・バーキ出演
1986年
・『未来戦士/スレイド』(未/ビデオ)（東芝映像から発売済み）(クレジットなし)シリオ・H・サンティアゴ監督、リチャード・ノートン、ロバート・パトリック、コリン・ウォール出演
・『ザ・フューチャーハンター』(未/ビデオ)（ベストロン/ポニーから発売済み）(クレジットなし)シリオ・H・サンティアゴ監督、ロバート・パトリック、リチャード・ノートン、ウォン・チャン・リー、ブルース・リィ出演
1987年
・『ファントム・ソルジャー』（日本コロムビアから発売済み）アーヴィン・ジョンスン（テディー・ページ）、ジム・ゲインズ（クレジットなし）共同監督、マックス・セーヤー、コーウィン・スペリー、ジム・ゲインズ、マイク・モンティ出演
・『砂漠の戦士/テロ・ファイター』（テレビ放映＝日本テレビ）（ヘラルド/東芝映像から発売済み）リチャード・スミス監督、アンソニー・アロンソ、マーク・ギル、ナナ・アンダースン出演
・『アイ・オブ・ザ・イーグル』(未/ビデオ)（CBS/フォックスから発売済み）シリオ・H・サンティアゴ監督、ブレット・クラーク、ロバート・パトリック、エド・クリック出演
・『エンジェル・コマンド』（ヘラルド/ネルソンから発売済み）（テレビ放映＝テレビ東京・木曜洋画劇場枠）シリオ・H・サンティアゴ監督、レベッカ・ホールデン、リン・ホリー・ジョンスン、チャック・ワグナー出演
・『地獄からの復讐/コマンドー・ウルフ』（日本コロムビアから発売済み）クラーク・ヘンダースン監督、リチャード・ヤング、P・J・ソールズ出演
・『マシンガン・ソルジャー/戦場の狼』（東芝EMIから発売済み）(クレジットなし)ヴィンセント・ドーン（ブルーノ・マッテイ）監督、ブレント・ハッフ、ヴェルナー・ポチャス、ジョン・ヴァン・ドリーレン出演
1988年
・『SFXリタリエーター』(未/ビデオ)（チャンネルコミュニケーションズから発売済み）ジョン・ゲール（ジュン・ガラルド）監督、クリス・ミッチャム、リンダ・ブレア、ゴードン・ミッチェル出演
・『ミッション・ターミネート』(未/ビデオ)（東映/東北新社から発売済み）(クレジットなし)アンソニー・マハラジ監督、リチャード・ノートン、ディック・ウェイ、フランコ・グェレーロ出演
・『地獄へのパスポート』(Vシネマ)（コアラ・ブックスから発売済み）渡辺ケン監督、デーヴィッド・ライト、マイケル・ウェルボーン出演
・『キング・マヒーの秘宝』(未/ビデオ)（CIC/ビクターから発売済み）レナード・ヘイズ、ジム・ゲインズ（クレジットなし）共同監督、ゲーリー・ダニエルズ出演
・『特攻部隊/フルメタル・ソルジャー』(未/ビデオ)（RCA/コロンビアから発売済み）シリオ・H・サンティアゴ監督、アンソニー・フィネッティ、ピーター・ネルスン出演
・『野獣軍団/ファントム・レイダース』(未/ビデオ)（徳間コミュニケーションズから発売済み）ソニー・サンダース監督、マイルズ・オキーフ出演
・『ストライク・コマンドー2』(未/ビデオ)（徳間コミュニケーションズから発売済み）(クレジットなし)ヴィンセント・ドーン（ブルーノ・マッテイ）監督、ブレント・ハッフ、リチャード・ハリス出演
・『ヘル・ミッション/怒りの奪還』(未/ビデオ)（CIC/ビクターから発売済み）ジョン・ライアン・グレース（タータ・エステバン）監督、ジョージ・ニコラス、エリック・ハーン、ジェフ・グリフィス、マイク・モンティ出演
1989年
・『トライゴン・ファイヤー』(未/ビデオ)（東芝映像から発売済み）ジョン・ロイド（テディー・ページ）監督、サム・ジョーンズ出演
・『バトル・ドッグ/怒りの標的』(未/ビデオ)（ハミングバード/ビクター音楽産業から発売済み）デーヴィッド・ハント（デーヴィッド・ハン）監督、ジャック・ギルバート、コーウィン・スペリー出演
・『バトル・ラッツ/地獄の地下要塞』(未/ビデオ)（ハミングバード/ビクター音楽産業から発売済み）(クレジットなし)ブリッグス・ベンジャミン・シニア（ベン・ヤルン）監督、ジャック・ギルバート、コーウィン・スペリー出演
・『人喰地獄/ゾンビ復活（ゾンビ4）』(未/ビデオ)（SPOから発売済み）クラウディオ・フラガッソ監督、チャック・ペイトン出演
・『レディ・ウェポン(美人刑事シルク)』(未/ビデオ/テレビ放映)（東芝映像から発売済み）シリオ・H・サンティアゴ監督、モニーク・ゲーブリエル、ピーター・ネルスン、ジャン・マーリン出演
・『地獄の爆走/ブラッド・チェイス』(未/ビデオ)（徳間コミュニケーションズから発売済み）テッド・ジョンスン（テディー・ページ）監督、アンドリュウ・スティーヴンス、カレン・シェパード出演
1990年
・『女バトル・ドッグ/地獄の逃走迷路』(未/ビデオ)（ハミングバード/ビクター音楽産業から発売済み）デーヴィッド・ハント（デーヴィッド・ハン）監督、アンドレア・ラマッシュ、コーウィン・スペリー、ロバート・マリウス出演
・『テロリスト・ファイター91』(未/ビデオ)（東芝映像から発売済み）シリオ・H・サンティアゴ製作、ピエール・J・オッペンハイマー監督、ゲーリー・ロックウッド、ジョアンナ・ペテット出演
・『未来戦士伝/メタルガン(未来戦士/怒りの対決)』(未/ビデオ/テレビ放映)（徳間コミュニケーションズから発売済み）シリオ・H・サンティアゴ監督、リチャード・ノートン、リック・ディーン出演
1991年
・『デューン・ウォリアーズ/砂漠の勇者たち』(未/ビデオ)（RCA/コロンビアから発売済み）(クレジットなし)シリオ・H・サンティアゴ監督、リチャード・ヒル第二班監督、デーヴィッド・キャラディーン、ルーク・アスキュウ、リチャード・ヒル出演
・『バトル・ウルフ』(未/ビデオ)（ハミングバード/ビクター音楽産業から発売済み）ジョー・マリ・アヴェラーナ監督、デール・アポロ・クック、モーリス・スミス、ロバート・マリウス出演
・『バーニング・ファイター』(未/ビデオ)（大映から発売済み）アーヴィン・ジョンスン（テディー・ページ）監督、デール・アポロ・クック、ドン・ナカヤ・ニールセン、スティーヴ・タータリア出演
・『コントレラス・ギャング』(未ソフト化)
・『暗黒街の勲章/マニラ極道戦争』(Vシネマ)（東映ビデオから発売済み）宮越澄監督、名高達男、秋本奈緒美、ロマーノ・クリストフ、ロバート・マリウス、アーチー・アダモス出演
・『フィールド・オブ・ファイヤー』(未/ビデオ)（CIC/ビクターから発売済み）シリオ・H・サンティアゴ監督、デーヴィッド・キャラディーン出演
・『エンジェル・イン・ザ・ダーク』(未ソフト化)
1992年
・『戦場のライオン』(未/ビデオ)（大映から発売済み）シリオ・H・サンティアゴ監督、デーヴィッド・キャラディーン出演
・『ファイアーホーク』(未/ビデオ)（東北新社/シネマグラフから発売済み）シリオ・H・サンティアゴ監督、マーティン・コーヴ出演
・『マニラエマニエル夫人/魔性の楽園』(Vシネマ)（東映ビデオから発売済み）(クレジットなし)新村良二監督、横須賀昌美、ロバート・マリウス、ロマーノ・クリストフ出演
1993年
・『極東黒社会』（東映ビデオから発売済み）馬場昭格監督、役所広司、近藤真彦、ショー・コスギ、ロバート・マリウス、ジミー・ウォング、菅貫太郎出演
・『キング・オブ・フィスト』(未/ビデオ)（アスキーから発売済み）シリオ・H・サンティアゴ監督、ジェリー・トリンブル、ジョージ・タケイ、テッド・マークランド、ローランド・ダンテス出演
・『リアル・キックボクサー』(未/ビデオ)（CIC/ビクターから発売済み）ジェノ・ボディ監督、デール・アポロ・クック、デーヴィッド・グラフ、テッド・マークランド、キャシー・シャワー出演
・『サカイ』（テレビ放映＝NHK教育・アジア映画劇場枠1998年・佐藤忠男解説）レイモンド・レッド監督、フリオ・ディアス、テッチー・アグバヤーニ出演
1994年
・『バトル・プリズン/女囚肉弾』(未/ビデオ)（日本コロムビアから発売済み）シリオ・H・サンティアゴ監督
・『最後通牒』(未ソフト化)(クレジットなし)シリオ・H・サンティアゴ監督
1996年
・『バトル・フィールド』(未/ビデオ)（キング・ビデオから発売済み）シリオ・H・サンティアゴ製作総指揮、イアン・バリー監督、ジェームズ・レマー、ジェームズ・トーカン出演
2004年
・『食人族2』(未/ビデオ)(クレジットなし)